# Julie London
Julie London, geborene Nancy Gayle Peck, (* 26. September 1926 in Santa Rosa, Kalifornien; † 18. Oktober 2000 in Encino, Kalifornien) war eine US-amerikanische Schauspielerin und Sängerin. Sie galt als Sexsymbol der 1950er und frühen 1960er Jahre, unter anderem aufgrund der für die damalige Zeit sehr gewagten Album-Cover, die heute noch als Sammlerstücke gelten. Londons bekanntester Hit in den US-Pop-Charts war Cry Me a River im Jahr 1955.

## Leben
Julie London war das einzige Kind des Vaudeville-Tanz- und Gesangspaares Clarence Walter („Jack“) Peck und Josephine Rosalie „Jo“ Peck (geb. Taylor). 1940 zog die Familie nach Los Angeles, wo Julie London 1945 ihren Schulabschluss an der Hollywood Professional School machte. Bereits vor Schulabschluss war sie schon als Sängerin (mit dem Orchester von Matty Malneck) und in Filmen aufgetreten – zuerst 1944 in dem Camp-Film Die Rache des Gorilla, in der es um ein im Urwald abgestürztes Mädchen geht, das von einem Gorilla protegiert wird. Während des Zweiten Weltkriegs war sie ein beliebtes Pin-up-Girl.
Von Juli 1947 bis November 1953 war London mit dem Schauspieler Jack Webb verheiratet, mit dem sie eine Vorliebe für Jazzmusik teilte und zwei Töchter hatte. Ab 1959 war sie mit dem Jazzkomponisten, Songwriter (u. a. Route 66) und Jazzpianisten Bobby Troup (1918–1999) bis zu seinem Tod im Februar 1999 verheiratet. Mit ihm hatte sie eine Tochter und Zwillingssöhne.
Als Sängerin nahm London zwischen 1955 und 1969 29 Studioalben für die Plattenfirma Liberty Records auf, beginnend mit ihrem Debütalbum Julie is Her Name im Dezember 1955. Mit ihrer rauchigen, nicht sehr tragenden, aber intimen Stimme – in einem Interview im Life Magazine 1957, in dem sie einen Cover-Artikel hatte, kommentierte sie ihre Stimme so: „It’s only a thimbleful of a voice, and I have to use it close to the microphone. But it is a kind of oversmoked voice, and it automatically sounds intimate.“ – war sie in den 1950er Jahren eine der populärsten Sängerinnen (1955, 1956, 1957 von Billboard Magazine in dieser Kategorie an die Spitze gewählt). Sie hatte mit Cry Me a River (geschrieben von ihrem High-School-Klassenkameraden Arthur Hamilton) Ende 1955 einen Millionenhit. 1956 sang sie in dem Film The Girl Can’t Help It (Regie Frank Tashlin, mit Jayne Mansfield), in dem sie sich selbst spielte. Weitere bekannte Aufnahmen von ihr sind u. a. Makin’ Whoopie, Blue Moon und It Had to Be You. Ihre Plattenkarriere endete mit Yummy, Yummy, Yummy, einer Sammlung von damals aktuellen Pop-Songs. Ihre letzte Aufnahme war 1981 My Funny Valentine für den Burt-Reynolds-Film Sharky und seine Profis.
Als Schauspielerin war London in über 20 Spielfilmen zu sehen, darunter Sturm über dem Pazifik (1949) mit Gary Cooper und Der Mann aus dem Westen (1958) ebenfalls an der Seite von Cooper. Außerdem spielte sie in vielen Fernsehproduktionen, so etwa von 1972 bis 1979 in der von ihrem Ex-Mann Jack Webb produzierten Krankenhaus-Serie Notruf California als Krankenschwester Dixie McCall (ihr Mann Bobby Troup spielte dort ebenfalls mit, als Dr. Joe Early). 1974 wurde sie für ihre Rolle in der Serie für den Golden Globe nominiert. Nach dem Ende der Serie zog sie sich langsam aus dem Showgeschäft zurück.
Seit 1960 hat sie einen Stern auf dem Hollywood Walk of Fame.
Julie London erholte sich nie ganz von einem 1995 erlittenen Schlaganfall und starb 2000 im Alter von 74 Jahren. Sie liegt auf dem Forest Lawn Memorial Park Hollywood Hills in Los Angeles bestattet.

## Diskografie

### Studioalben
- 1955: Julie is Her Name
- 1956: Lonely Girl
- 1956: Calendar Girl
- 1957: Make Love to Me
- 1957: About the Blues
- 1958: Julie
- 1958: London By Night
- 1958: Julie is Her Name II
- 1959: Swing Me an Old Song
- 1959: Your Number Please
- 1960: Send for Me
- 1960: Around Midnight
- 1960: Julie ... at Home
- 1961: Whatever Julie Wants
- 1962: Sophisticated Lady
- 1962: Love Letters
- 1962: Love on the Rocks
- 1963: The End of the World
- 1963: The Wonderful World of Julie London
- 1963: Julie London Sings Latin in a Satin Mood
- 1964: You Don't Have to Be a Baby to Cry
- 1965: Our Fair Lady
- 1965: Feeling Good
- 1965: All Through the Night
- 1966: For the Night People
- 1967: Nice Girls Don't Stay for Breakfast
- 1967: With Body and Soul
- 1968: Easy Does It
- 1969: Yummy, Yummy, Yummy

### Live-Alben
- 1964: In Person at the Americana

## Filmografie (Auswahl)
- 1944: Die Rache des Gorilla (Nabonga Gorilla)
- 1944: Janie
- 1947: The Red House
- 1948: Tal der Leidenschaften (Tap Roots)
- 1949: Sturm über dem Pazifik (Task Force)
- 1950: Fahr zur Hölle (Return of the Frontiersman)
- 1951: The Fat Man
- 1956: The Girl Can’t Help It
- 1957: Drango
- 1958: Vom Teufel geritten (Saddle the Wind)
- 1958: Gegen Sitte und Moral (A Question of Adultery)
- 1958: Die Stimme im Spiegel (Voice in the Mirror)
- 1958: Der Mann aus dem Westen (Man of the West)
- 1959: Erinnerungen einer Nacht (Night of the Quarter Moon)
- 1959: Heiße Grenze (The Wonderful Country)
- 1960: Ein Toter ruft an (The 3rd Voice)
- 1960: Am Fuß der blauen Berge (Laramie, Fernsehserie, Folge 2x01)
- 1961: Der tanzende Gangster (The George Raft Story)
- 1965: Alfred Hitchcock Presents (The Alfred Hitchcock Hour, Fernsehserie, Folge 3x12)
- 1965: Tennisschläger und Kanonen (I Spy, Fernsehserie, Folge 1x12)
- 1967: Solo für O.N.C.E.L. (The Man from U.N.C.E.L., Fernsehserie, Folge 4x05)
- 1968: Big Valley (Fernsehserie, Folge 4x02)
- 1972–1978: Notruf California (Emergency!, Fernsehserie, 129 Folgen)